# Reno Bighorns 2009-2010
La stagione 2009-10 dei Reno Bighorns fu la 2ª nella NBA D-League per la franchigia.
I Reno Bighorns arrivarono terzi nella West Conference con un record di 28-22. Nei play-off persero al primo turno con i Rio Grande Valley Vipers (0-1).

## Roster
| N° | Naz.                   | Ruolo | Sportivo         | Anno | Alt. | Peso |
| -- | ---------------------- | ----- | ---------------- | ---- | ---- | ---- |
| 7  | Stati Uniti (bandiera) | P     | MaJic Dorsey     | 1981 | 185  | 83   |
| 10 | Stati Uniti (bandiera) | G     | David Noel       | 1985 | 191  | 93   |
| 11 | Stati Uniti (bandiera) | G     | Will Blalock     | 1983 | 183  | 93   |
| 11 | Stati Uniti (bandiera) | P     | Russell Robinson | 1986 | 191  | 91   |
| 13 | Stati Uniti (bandiera) | G     | Chris Davis      | 1986 | 191  | 86   |
| 14 | Stati Uniti (bandiera) | G     | Brian Laing      | 1985 | 196  | 102  |
| 14 | Stati Uniti (bandiera) | AP    | DeWitt Scott     | 1985 | 198  | 86   |
| 15 | Russia (bandiera)      | A     | Jaroslav Korolëv | 1987 | 206  | 92   |
| 17 | Stati Uniti (bandiera) | AC    | Rod Benson       | 1984 | 208  | 107  |
| 18 | Stati Uniti (bandiera) | G     | Eric Devendorf   | 1987 | 193  | 82   |
| 22 | Stati Uniti (bandiera) | A     | Mo Charlo        | 1983 | 201  | 95   |
| 23 | Stati Uniti (bandiera) | A     | Marcus Hubbard   | 1983 | 206  | 194  |
| 23 | Stati Uniti (bandiera) | G     | D.J. Strawberry  | 1985 | 196  | 91   |
| 24 | Stati Uniti (bandiera) | G     | Richie Frahm     | 1977 | 196  | 95   |
| 32 | Stati Uniti (bandiera) | AG    | Doug Thomas      | 1983 | 206  | 108  |
| 33 | Stati Uniti (bandiera) | G     | Desmon Farmer    | 1981 | 196  | 100  |
| 44 | Polonia (bandiera)     | C     | Cezary Trybański | 1979 | 218  | 109  |

## Staff tecnico
- Allenatore: Jay Humphries
- Vice-allenatori: Jason Glover, Donnie Boyce
- Preparatore atletico: Jervae Odom